# Frankrikes Grand Prix 2000
Frankrikes Grand Prix 2000 var det nionde av 17 lopp ingående i formel 1-VM 2000.

## Resultat
1. David Coulthard, McLaren-Mercedes, 10
2. Mika Häkkinen, McLaren-Mercedes, 6
3. Rubens Barrichello, Ferrari, 4
4. Jacques Villeneuve, BAR-Honda, 3
5. Ralf Schumacher, Williams-BMW, 2
6. Jarno Trulli, Jordan-Mugen Honda, 1
7. Heinz-Harald Frentzen, Jordan-Mugen Honda
8. Jenson Button, Williams-BMW
9. Giancarlo Fisichella, Benetton-Playlife
10. Mika Salo, Sauber-Petronas
11. Pedro Diniz, Sauber-Petronas
12. Nick Heidfeld, Prost-Peugeot
13. Eddie Irvine, Jaguar-Cosworth
14. Jean Alesi, Prost-Peugeot
15. Marc Gené, Minardi-Fondmetal

### Förare som bröt loppet
- Michael Schumacher, Ferrari (varv 58, motor)
- Pedro de la Rosa, Arrows-Supertec (45, transmission)
- Alexander Wurz, Benetton-Playlife (34, snurrade av)
- Gaston Mazzacane, Minardi-Fondmetal (31, snurrade av)
- Jos Verstappen, Arrows-Supertec (25, transmission)
- Johnny Herbert, Jaguar-Cosworth (20, växellåda)
- Ricardo Zonta, BAR-Honda (16, snurrade av)

## VM-ställning
| Förarmästerskapet 1. Michael Schumacher, Ferrari, 56 2. David Coulthard, McLaren-Mercedes, 44 3. Mika Häkkinen, McLaren-Mercedes, 38 | Konstruktörsmästerskapet 1. Ferrari, 88 2. McLaren-Mercedes, 82 3. Benetton-Playlife, 18 |